# Kald det kærlighed (album)
 For alternative betydninger, se Kald det kærlighed. (Se også artikler, som begynder med Kald det kærlighed)
Kald det kærlighed er et opsamlingsalbum fra den danske sanger og sangskriver Lars Lilholt, der udkom den 28. oktober 1993 på Fanfare Records. Ifølge Lars Lilholt blev albummet udgivet mod hans ønske: "Jeg har tryglet mit tidligere pladeselskab om at lade være, men intet har hjulpet. Jeg har endda tilbudt at gå ind i et direkte samarbejde, hvor jeg kunne være med til at udvælge numrene og sikre, at det blev en interessant Lilholt-plade, som jeg selv synes, det kunne være spændende at udgive."

## Spor
1. "Kald det kærlighed"
2. "Fandens fiol"
3. "Dansen går"
4. "Høstfesten"
5. "Ofelia"
6. "Tines sang"
7. "Jens Langkniv" (optaget live 1988)
8. "Gi det blå tilbage"
9. "Liv efter liv"
10. "Held og lykke"
11. "Kun en jord"
12. "Aldrig skilles må"
13. "Og det bliver sommer igen"
14. "Sejler ud"
15. "For at tænde lys"
16. "Kald det kærlighed" (akustisk version)